# Geuda Springs
Geuda Springs è un comune degli Stati Uniti d'America, situato nello Stato del Kansas, diviso tra la contea di Sumner e la contea di Cowley.